# Dichapetalum mathisii
Dichapetalum mathisii är en tvåhjärtbladig växtart som beskrevs av Franciscus Jozef Breteler. Dichapetalum mathisii ingår i släktet Dichapetalum och familjen Dichapetalaceae. Inga underarter finns listade i Catalogue of Life.